# Medaillespiegel van de Paralympische Winterspelen 2018
Op de Paralympische Winterspelen 2018 in  Pyeongchang (Zuid-Korea) werden op 80 onderdelen gouden, zilveren en bronzen medailles uitgereikt. In de tabel op deze pagina staat de medaillespiegel. De Paralympische Winterspelen vonden plaats van 9 tot 18 maart 2018. 
Het IPC stelt officieel geen medaillespiegel op, maar geeft desondanks een medailletabel ter informatie. In de spiegel wordt eerst gekeken naar het aantal gouden medailles, vervolgens de zilveren medailles en tot slot de bronzen medailles.

## Medaillespiegel
In de tabel heeft het gastland een blauwe achtergrond. Het hoogste aantal medailles in elke categorie is vetgedrukt.
| Plaats | Land                           | NOC | Goud | Zilver | Brons | Totaal |
| ------ | ------------------------------ | --- | ---- | ------ | ----- | ------ |
| 1      | Verenigde Staten               | USA | 13   | 15     | 8     | 36     |
| 2      | Neutrale paralympische atleten | NPA | 8    | 10     | 6     | 24     |
| 3      | Canada                         | CAN | 8    | 4      | 16    | 24     |
| 4      | Frankrijk                      | FRA | 7    | 8      | 5     | 20     |
| 5      | Duitsland                      | GER | 7    | 8      | 4     | 19     |
| 6      | Oekraïne                       | UKR | 7    | 7      | 8     | 22     |
| 7      | Slowakije                      | SVK | 6    | 4      | 1     | 11     |
| 8      | Wit-Rusland                    | BLR | 4    | 4      | 4     | 12     |
| 9      | Japan                          | JPN | 3    | 4      | 3     | 10     |
| 10     | Nederland                      | NED | 3    | 3      | 1     | 7      |
| 11     | Zwitserland                    | SUI | 3    | 0      | 0     | 3      |
| 12     | Italië                         | ITA | 2    | 2      | 1     | 5      |
| 13     | Groot-Brittannië               | GBR | 1    | 4      | 2     | 7      |
| 14     | Noorwegen                      | NOR | 1    | 3      | 4     | 8      |
| 15     | Australië                      | AUS | 1    | 0      | 3     | 4      |
| 16     | Finland                        | FIN | 1    | 0      | 2     | 3      |
| 16     | Zuid-Korea                     | KOR | 1    | 0      | 2     | 3      |
| 16     | Nieuw-Zeeland                  | NZL | 1    | 0      | 2     | 3      |
| 19     | Kroatië                        | HRV | 1    | 0      | 1     | 2      |
| 20     | Kazachstan                     | KAZ | 1    | 0      | 0     | 1      |
| 20     | China                          | CHN | 1    | 0      | 0     | 1      |
| 22     | Oostenrijk                     | AUT | 0    | 2      | 5     | 7      |
| 23     | Spanje                         | ESP | 0    | 1      | 1     | 2      |
| 24     | Zweden                         | SWE | 0    | 1      | 0     | 1      |
| 25     | België                         | BEL | 0    | 0      | 1     | 1      |
| 25     | Polen                          | POL | 0    | 0      | 1     | 1      |
| Totaal | Totaal                         |     | 80   | 80     | 81    | 241    |

Medaillespiegel Zomerspelen

1960 · 1964 · 1968 · 1972 · 1976 · 1980 · 1984 · 1988 · 1992 · 1996 · 2000 · 2004 · 2008 · 2012 · 2016 · 2020

Medaillespiegel Winterspelen

1976 · 1980 · 1984 · 1988 · 1992 · 1994 · 1998 · 2002 · 2006 · 2010 · 2014 · 2018